# Eduard Moissejewitsch Schafranski
Eduard Moissejewitsch Schafranski, russisch Эдуард Моисеевич Шафра́нский, englische Transkription: Eduard Shafransky, (* 16. Oktober 1937 in Krasnojarsk; † 18. Dezember 2005 in Jekaterinburg) war ein russischer klassischer Gitarrist und Komponist.

## Leben
Eduard Schafranski studierte von 1961 bis 1965 klassische Gitarre an der Tschaikowsky-Musikhochschule in Swerdlowsk (heute: Jekaterinburg), wo er später das Ensemble für Alte Musik Renaissance gründete und das Festival April-Abende initiierte. In seinen letzten Lebensjahren widmete sich Schafranski dem Komponieren und schuf eine Reihe von Werken für Gitarre. 2002 lernte er die international bekannte österreichische Gitarristin Johanna Beisteiner kennen, die mehrere seiner Werke erstmals aufführte, darunter das Stück Caravaggio oggi für Gitarre solo, von dem auch ein Videoclip beim ungarischen Label Gramy Records veröffentlicht wurde.

## Werke für Gitarre solo (Auswahl)
- Requiem für Gitarre (UA 24. September 2004, St.-Blasius-Kirche, Klein-Wien, Österreich)
- Caravaggio oggi oder Gedanken zu einem Bild von Caravaggio (UA 29. Oktober 2007, Dom Aktyora, Jekaterinburg, Russland)
- Nacht in Granada (UA 29. Oktober 2007, Dom Aktyora, Jekaterinburg, Russland)
- Die alten Viertel von Alania (UA 18. Mai 2009, Festival Bravo, Jekaterinburg, Russland)
- Die Gesänge der Brandung (UA 18. Mai 2009, Festival Bravo, Jekaterinburg, Russland)

## Diskografie
- Johanna Beisteiner: Live in Budapest (DVD, Gramy Records 2010[3]) mit dem Videoclip Caravaggio oggi nach Musik von Eduard Schafranski; Hörprobe von Caravaggio oggi.